# 小行星13087
小行星13087（13087 Chastellux）是一颗绕太阳运转的小行星，为主小行星带小行星。该小行星于1992年7月30日发现。

## 轨道参数
小行星13087的轨道半长轴为2.8754945 UA，离心率为0.035。